# عملکرد تخصصی (مغز)
در علوم اعصاب، عملکرد تخصصی (به انگلیسی: functional specialization) نظریه‌ای است که نشان می‌دهد نواحی مختلف مغز برای عملکردهای متفاوتی تخصص یافته‌اند.

## ریشه‌های تاریخی
فرنولوژی (که اکنون به عنوان یک شبه‌علم شناخته می‌شود) توسط فرانتس یوزف گال (۱۷۵۸–۱۸۲۸) و یوهان گاسپار اسپورژیم (۱۷۷۶–۱۸۳۲) ایجاد شد و بیشتر به دلیل این ایده که شخصیت فرد را می‌توان با تنوع برجستگی‌های روی جمجمه تعیین کرد، شناخته شده‌است. فرنولوژی پیشنهاد می‌کرد که مناطق مختلف مغز دارای ویژگی‌ها و عملکردهای متفاوتی هستند و ممکن است به خوبی با رفتارهای متفاوت مرتبط باشد. گال و اسپورژیم (Gall and Spurzheim) اولین کسانی بودند که «crossing of pyramidal tracts» را مشاهده کردند، و توضیح دادند که چرا جراحات و آسیب‌ها در یک نیمکره در سمت مخالف بدن ظاهر می‌شود. با این حال، گال و اسپورژیم تلاشی برای توجیه فرنولوژی بر اساس آناتومی نکردند. استدلال شده‌است که فرنولوژی اساساً علم نژاد بوده‌است. گال قانع‌کننده‌ترین استدلال به نفع فرنولوژی را تفاوت‌های شکل جمجمه در آفریقایی‌های جنوب صحرا و شواهد حکایتی (به دلیل مسافران علمی و مستعمره‌نشینان) از فرودستی فکری و نوسانات عاطفی آنها در نظر گرفت. در ایتالیا آناتومیستی به نام لوئیجی رولاندو آزمایشاتی تحت عنوان «وارد کردن جراحاتی به مغز» و تحریک الکتریکی مغز، از جمله در قشر حرکتی اولیه، را انجام داد. او از پیش‌گامان اثبات عملکرد تخصصی مغز بود.

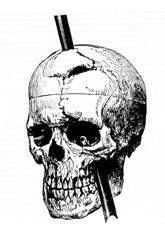
تصادف فینیاس گیج

فینیاس گیج به یکی از اولین مطالعات موردی جراحات مغزی در سال ۱۸۴۸ میلادی تبدیل شد. هنگامی که یک انفجار یک میله آهنی بزرگ را به‌طور کامل از سر او عبور داد و لوب پیشانی چپ او را از بین برد، او بدون نقص ظاهری حسی، حرکتی یا شناختی فاحش بهبود یافت، اما رفتارش چنان تغییر یافت که دوستان او را به‌عنوان «گیچ دیگر» توصیف می‌کردند. این حادثه نشان می‌داد که نواحی آسیب‌دیده در «عملکردهای بالاتر» مانند شخصیت نقش دارند. با این حال، تغییرات ذهنی گیج معمولاً در ارائه‌های علمی امروزین به شدت اغراق‌آمیز توصیف شده‌است.
موارد بعدی (مانند کشفیات در زمینه ناحیه بروکا) از دکترین تخصصی بودن مغز حمایت بیشتری کرد.

## نظریه‌های اصلی مغز
در حال حاضر، دو نظریه اصلی در مورد عملکرد شناختی مغز وجود دارد. اولین مورد نظریه پیمانه‌ای بودن ذهن است. این نظریه که از فرنولوژی نشات می‌گیرد، از تخصص عملکردی پشتیبانی می‌کند و نشان می‌دهد که مغز دارای ماژول‌های مختلفی است که از نظر عملکرد حوزه‌ای خاص هستند. نظریه دوم، پردازش توزیعی، پیشنهاد می‌کند که مغز بیشتر تعاملی است و مناطق آن به جای تخصصی شدن، از نظر عملکردی به هم مرتبط هستند. هر جهت‌گیری نقشی در هر نقطه مغز اهداف معینی را ایفا می‌کند و هر نقطه تمایل به تکمیل دیگری را دارد.